# بوفورد ديلاني
كان بوفورد ديلاني (30 ديسمبر 1901 - 26 مارس 1979) رسامًا أمريكيًا من أتباع حركة الحداثة. يُذكر غالبًا لعمله المرتبط بنهضة هارلم في ثلاثينات وأربعينات القرن العشرين، وأعماله اللاحقة في التعبيرية المجردة أيضًا بعد انتقاله إلى باريس في الخمسينات. كان جوزيف، وهو الأخ الأصغر لبوفورد، أيضًا رسامًا بارزًا.

## الإرث
أُشيد به بعد وفاته باعتباره رسامًا عظيمًا ومهمَلًا، ولكن عدا بعض الاستثناءات البارزة، استمر إهمال إرثه.
لم يكن العمل الاستعادي المخصص لعرض أعماله في متحف الاستوديو في هارلم قبل عام من وفاته كافيًا لإعادة إحياء الاهتمام بعمله. لم تُعرض أعماله مجددًا حتى عام 1988 في معرض بوفورد ديلاني: من تينيسي إلى باريس، برعاية تاجر الفن الفرنسي فيليب برييت في معرض فيليب برييت، إذ عُرِضت أعمال ديلاني مرة أخرى في نيويورك، وتلى ذلك عرضان استعاديان في المعرض: «بوفورد ديلاني : نظرة استعادية [50 سنة من النور]» في عام 1991، و«بوفورد ديلاني: سنوات نيويورك [1929-1953] » في عام 1994.
انتشر مقال كتبته إليانور هارتني في مجلة آرت إن أمريكا ردًا على معرض عام 1994 تحت عنوان «ماذا حدث لبوفورد ديلاني؟»، وتساءلت هارتني في المقال عن سبب عدم معرفة الجمهور الأمريكي لهذا الفنان، والذي كان يُعَد يومًا فنان الفنانين. «ماذا حدث؟ هل هي حالة أخرى لسمعة مبالغ فيها تعود إلى مستواها الحقيقي؟ أم هل اختفى الاهتمام بديلاني بسبب تغير الأساليب، والتي جعلت عمله غير مستساغ للأجيال القادمة؟ لماذا اختفى بوفورد ديلاني تمامًا من تاريخ الفن الأمريكي؟». رأت المؤلفة أن اختفاء ديلاني من وعي عالم الفن في نيويورك كان مرتبطًا «بانتقاله إلى باريس في لحظة حاسمة في ترسيخ مكانة نيويورك باعتبارها عاصمة ثقافية للعالم، وعدم وجود أثر واضح لعمله في تاريخ الفن الأمريكي كما كتبه النقاد» في ذلك الوقت. خلص المقال إلى أنه «اليوم [في عام 1994]، وبعد تكشف تلك التواريخ واستبدالها بقصص أكثر تنوعًا وتلونًا، من الممكن رؤية فنانين مثل ديلاني بطريقة جديدة تمامًا».
في عام 1985، وصف جيمس بالدوين تأثير ديلاني على حياته، قائلًا إنه «أول دليل حي بالنسبة لي على أن رجلًا أسود يستطيع أن يكون فنانًا. لو كان في زمن أكثر دفئًا، ومكان أقل كفرًا، لاعتُرِف به على أنه سيدي ولكنت أنا تلميذه. لقد أصبح بالنسبة لي مثالًا على الشجاعة والنزاهة والتواضع والشغف. نزاهة مطلقة: رأيته مضطربًا عدة مرات، وعشت لأراه محطمًا، لكني لم أره ينحني قط». كتب بالدوين أيضًا «ربما لا يجب أن أقول بصورة قاطعة، ما أراه برأيي - أنه رسام عظيم - من بين أعظم الفنانين؛ لكني أعرف أن الفن العظيم لا ينشأ إلا من الحب، وأنه لا يوجد عاشق أكبر منه حمل فرشاة قط».
عُرِضت أعمال ديلاني سابقًا في عدة أماكن، من بينها متحف فيلادلفيا للفنون ومتاحف جامعة هارفارد للفنون ومعهد شيكاغو للفنون ومتحف نوكسفيل للفنون ومعهد مينيابوليس للفنون ومتحف نيوارك ومتحف الاستوديو في هارلم ومتحف سميثسونيان للفنون الأمريكية. عُرِضت أعماله أيضًا في عدد من المعارض، بما في ذلك معرض أنيتا شابولسكي ومعرض مايكل روزنفيلد في مدينة نيويورك.